# إنتاج المضادات الحيوية
إنتاج المضادات الحيوية (بالإنجليزية: Production of antibiotics)‏؛ يُعدّ إنتاج المضادات الحيوية حدثًا طبيعيًا، وبفضل التقدم في العلم يمكن الآن تكرارها وتحسينها في البيئات المختبرية. بسبب اكتشاف البنسلين عن طريق الكسندر فليمنغ، وجهود فلوري وإرنست تشين في عام 1938، وعلى نطاق واسع، أحرز إنتاج الأدوية من المضادات الحيوية تقدماً. كما هو الحال مع الاكتشاف الأولي للبنسلين، تم اكتشاف معظم المضادات الحيوية نتيجة لمصادفة. يمكن تقسيم إنتاج المضادات الحيوية إلى ثلاث طرق: التخمير الطبيعي، والطرق شبه الاصطناعية، والاصطناعية. مع استمرار المزيد من الجراثيم في تطوير مقاومة للمضادات الحيوية المنتجة حاليًا، لا يزال البحث والتطوير للمضادات الحيوية الجديدة مهمًا. بالإضافة إلى البحث والتطوير في إنتاج مضادات حيوية جديدة، فإن أنظمة توصيل إعادة التعبئة مهمة لتحسين فعالية المضادات الحيوية التي يتم إنتاجها حاليًا. شهدت التحسينات في هذا المجال القدرة على إضافة المضادات الحيوية مباشرة إلى الأجهزة المزروعة، ورذاذ المضادات الحيوية للتسليم المباشر، ومزج المضادات الحيوية مع غير المضادات الحيوية لتحسين النتائج. أدت زيادة سلالات البكتيريا المسببة للأمراض المقاومة للمضادات الحيوية إلى زيادة الإلحاح لتمويل البحث والتطوير بشأن المضادات الحيوية والرغبة في إنتاج مضادات حيوية جديدة وأفضل فاعلية.

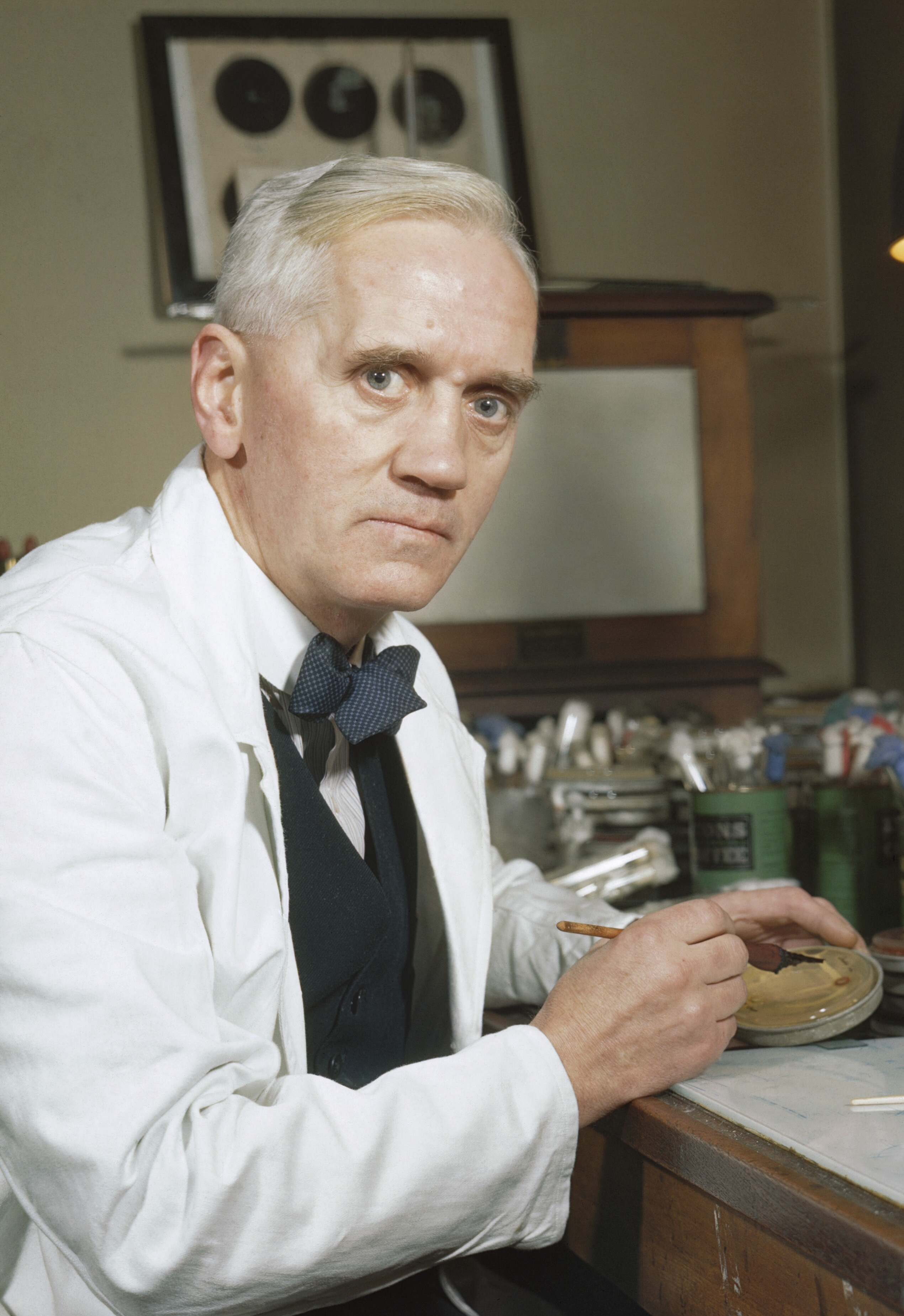
ألكسندر فلمنج مكتشف المضاد الحيوي الشهير البنسلين

## تحديد المضادات الحيوية المفيدة

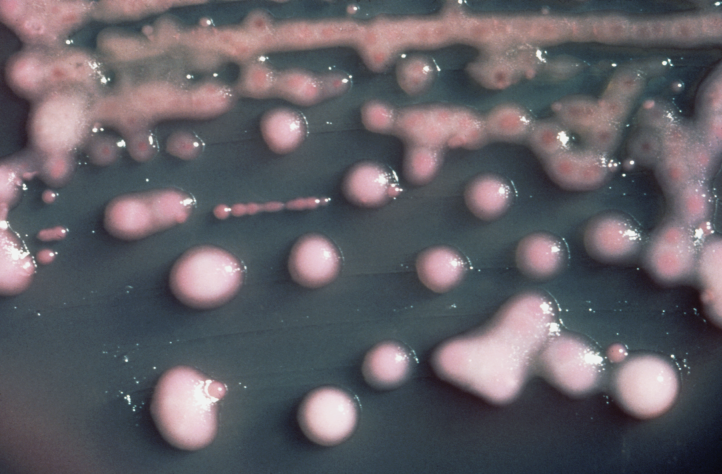
صفيحة أجار مخططة بالكائنات الحية الدقيقة

على الرغم من التنوع الكبير في المضادات الحيوية المعروفة، فإن أقل من 1٪ من العوامل المضادة للميكروبات لها قيمة طبية أو تجارية. على سبيل المثال، بينما يحتوي البنسلين على مؤشر علاجي مرتفع لأنه لا يؤثر بشكل عام على الخلايا البشرية، فإن هذا لا ينطبق على العديد من المضادات الحيوية. تفتقر المضادات الحيوية الأخرى ببساطة إلى الميزة مقارنة بالمضادات الحيوية المستخدمة بالفعل، أو ليس لها تطبيقات عملية أخرى.
غالبًا ما يتم اكتشاف المضادات الحيوية المفيدة باستخدام عملية الفحص. لإجراء مثل هذا الغربال، يتم استزراع عزلات للعديد من الكائنات الحية الدقيقة المختلفة ثم اختبارها لإنتاج منتجات قابلة للانتشار تمنع نمو كائنات الاختبار. معظم المضادات الحيوية التي تم تحديدها في مثل هذه الشاشة معروفة بالفعل وبالتالي يجب تجاهلها. يجب اختبار الباقي من حيث السمية الانتقائية والأنشطة العلاجية، ويمكن فحص أفضل المرشحين وربما تعديلهم.
نسخة أكثر حداثة من هذا النهج هي برنامج تصميم عقلاني. يتضمن هذا الفحص الموجه نحو إيجاد منتجات طبيعية جديدة تثبط هدفًا معينًا، مثل إنزيم موجود فقط في العامل الممرض المستهدف، بدلاً من الاختبارات لإظهار التثبيط العام للاستنبات.
أظهر البحث في تحديد المضادات الحيوية أن هناك فرصة للابتعاد عن منهجية اكتشاف العشب، وهي منهجية تزيد من فرص التلوث المتبادل. تتضمن هذه المنهجية الجديدة استخدام أنواع اللاكتوباسلس وتظهر منطقة واضحة للتثبيط بالإضافة إلى السماح بتحديد الحد الأدنى من التركيز المثبط.

## تقنيات الإنتاج الصناعي

### التخمير
يمكن استخدام علم الأحياء الدقيقة الصناعي لإنتاج المضادات الحيوية من خلال عملية التخمير، حيث يتم زراعة الكائنات الحية الدقيقة المصدر في حاويات كبيرة (100،000 - 150،000 لتر أو أكثر) تحتوي على وسط نمو سائل. يتم التحكم عن كثب في تركيز الأكسجين ودرجة الحرارة ودرجة الحموضة والمغذيات. نظرًا لأن المضادات الحيوية عبارة عن مستقلبات ثانوية، يجب التحكم في حجم السكان بعناية فائقة لضمان الحصول على الحد الأقصى من الغلة قبل موت الخلايا. بمجرد اكتمال العملية، يجب استخراج المضاد الحيوي وتنقيته إلى منتج بلوري. يسهل تحقيق ذلك إذا كان المضاد الحيوي قابلًا للذوبان في مذيب عضوي. وإلا يجب إزالته أولاً عن طريق التبادل الأيوني أو الامتزاز أو الترسيب الكيميائي.

### شبه الاصطناعية
الشكل الشائع لإنتاج المضادات الحيوية في العصر الحديث هو شبه الاصطناعية. إنتاج المضادات الحيوية شبه الاصطناعية هو مزيج من التخمير الطبيعي والعمل المخبري لتعظيم المضاد الحيوي. يمكن أن يحدث التعظيم من خلال فعالية الدواء نفسه، وكمية المضادات الحيوية المنتجة، وفعالية المضاد الحيوي الذي يتم إنتاجه. اعتمادًا على الدواء الذي يتم إنتاجه والاستخدام النهائي للمضاد الحيوي المذكور يحدد ما يحاول المرء إنتاجه.
مثال على الإنتاج شبه الاصطناعي يتضمن عقار الأمبيسلين. تم تطوير مضاد حيوي بيتا لاكتام مثل البنسلين، الأمبيسلين عن طريق إضافة مجموعة أمينية إضافية (NH 2 ) إلى مجموعة R من البنسلين. تعطي هذه المجموعة الأمينية الإضافية للأمبيسيلين نطاق استخدام أوسع من البنسلين. الميثيسيلين هو مشتق آخر من البنسلين واكتشف في أواخر الخمسينيات،  والفرق الرئيسي بين البنسلين والميثيسيلين هو إضافة مجموعتي ميثوكسي إلى مجموعة فينيل. تسمح مجموعات الميثوكسي هذه باستخدام الميثيسيلين ضد البكتيريا المنتجة للبنسليناز والتي من شأنها أن تكون مقاومة للبنسلين.

### اصطناعي
لا تنتج البكتيريا كل المضادات الحيوية. بعضها مصنوع بالكامل صناعياً في المختبر. وتشمل هذه فئة الكينولون، والتي غالبًا ما يُنسب إليها حمض الناليديكسيك باعتباره أول ما يتم اكتشافه. مثل المضادات الحيوية الأخرى قبل اكتشاف حمض الناليديكسيك، تم اكتشافه عندما كان جورج ليشر يحاول تصنيع الكلوروكين. ومع ذلك، فقد اكتشف تحقيق حديث في أصل الكينولونات أن وصفًا للكينولونات حدث في عام 1949 وأنه تم تقديم براءات الاختراع بشأن الكينولونات قبل حوالي 5 سنوات من اكتشاف ليشر.

## السلالات المستخدمة للإنتاج
في السنوات الأولى من اكتشاف المضادات الحيوية، كانت المضادات الحيوية التي يتم اكتشافها تنتج بشكل طبيعي المضادات الحيوية وقد تم إنتاجها إما عن طريق الفطريات، مثل البنسلين المضاد الحيوي، أو عن طريق بكتيريا التربة، والتي يمكن أن تنتج المضادات الحيوية بما في ذلك الستربتومايسين والتتراسيكلين.
نادرًا ما تكون الكائنات الحية الدقيقة المستخدمة في التخمير متطابقة مع النوع البري. وذلك لأن الأنواع غالبًا ما يتم تعديلها وراثيًا لإنتاج أكبر قدر من المضادات الحيوية. طفرة وغالبا ما تستخدم، وتشجع عن طريق إدخال المطفرة مثل الأشعة فوق البنفسجية، الأشعة السينية أو بعض المواد الكيميائية. يمكن أن يؤدي انتقاء السلالات الأعلى إنتاجية وتكاثرها على مدى أجيال عديدة إلى زيادة الغلة بمقدار 20 ضعفًا أو أكثر. هناك تقنية أخرى تستخدم لزيادة الغلة وهي تضخيم الجينات، حيث يمكن إدخال نسخ من الجينات المشفرة للإنزيمات المشاركة في إنتاج المضادات الحيوية مرة أخرى في الخلية، عبر نواقل مثل البلازميدات. يجب أن ترتبط هذه العملية ارتباطًا وثيقًا بإعادة اختبار إنتاج المضادات الحيوية.
يتم إنتاج بعض المضادات الحيوية بشكل طبيعي عن طريق الفطريات. وتشمل هذه السيفالوسبورين الذي ينتج أكريمونيوم كريسوجينوم. 
يتم إنتاج الجلداناميسين بواسطة ستربتومايسس هجروسكيبوسس .
ينتج الاريثروميسين عن طريق ما كان يسمى سربتومايسس ايرثيريوس ويعرف الآن باسم ساتشوبوليسبورز ايريثيرا . 
يتم إنتاج الستربتومايسين بواسطة ستربتومايسس جريسيوس.
يتم إنتاج التتراسيكلين بواسطة سربتومايسس اريوفيسينس 
يتم إنتاج الفانكومايسين بواسطة سربتومايسس اورنتاليس، المعروفة الآن باسم Amycolatopsis orientalis. 

## التقدم

التركيب الكيميائي لنواة البنسلين

كان البنسلين هو أول المضادات الحيوية التي تم اكتشافها. بعد الاكتشاف، كانت هناك مشكلة في تناول البنسلين الخام المنتج بشكل طبيعي وتطوير طريقة تسمح بإنتاج واسع النطاق لمضاد حيوي مهم سريريًا. على مدار سنوات عديدة، تمكن فريق بقيادة فلوري وتشاين ومقره في أكسفورد من تنقية المضاد الحيوي وتركيزه وإنتاجه بنجاح.

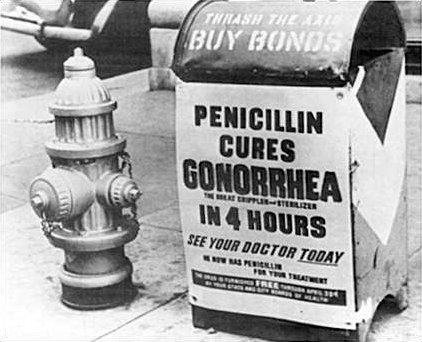
دعاية للبنسيلين قديماً

لم يؤد التقدم في التكنولوجيا العلمية دائمًا إلى ظروف أفضل لإنتاج المضادات الحيوية. منذ عام 1987 لم يتم اكتشاف أصناف جديدة من المضادات الحيوية للإنتاج الصناعي والاستخدام على نطاق واسع. ومع ذلك، أدت التطورات الجديدة في التسلسل الجيني والتكنولوجيا إلى تحسينات واكتشافات في مجال إنتاج المضادات الحيوية. لقد ثبت بالفعل أن الهندسة الجينية لمجموعات جينات المضادات الحيوية تؤدي إلى زيادة إنتاج المضادات الحيوية المختلفة.

## طريقة إنتاج المضادات الحيوية وإيصالها
لا تجعل المضادات الحيوية نفسها تعمل بكامل طاقتها ولا يمكن تسليمها بمجرد إنتاجها. في كثير من الأحيان يجب إجراء تعديلات على المضادات الحيوية لتحقيق أقصى قدر من الكفاءة. تشمل تعديلات ما بعد الإنتاج صنع المضادات الحيوية التي يتم رشها بالهباء الجوي لتفادي إلحاق الضرر غير الضروري بالبكتيريا الموجودة في أجزاء أخرى من الجسم وبدلاً من ذلك الذهاب مباشرة إلى الرئتين. يمكن أن تؤدي عدوى المستشفيات إلى مضاعفات خطيرة أثناء وفي فترة التعافي بعد الجراحة أو الإقامة في المستشفى بشكل عام. من خلال دمج الغرسات الجراحية مع المضادات الحيوية، يمكن لمقدمي الرعاية الصحية ضرب منطقة معينة عالية الخطورة من العدوى دون الحاجة إلى استخدام جرعة كبيرة من المضادات الحيوية.
ميروبينيوم مضاد حيوي يدخل الجسم عن طريق الحقن. عندما يتم إنتاج الميروبينيم هو مضاد حيوي بلوري، لذلك يجب مزجه بالمحلول قبل حدوث الحقن. خلال هذه العملية، يتم خلط الميروبينيم مع كربونات الصوديوم، ثم يتم تخفيفه في الماء وبعد ذلك يمكن حقنه.
يعد استخدام المضادات الحيوية ضروريا لأن التهابات الرئة مزعجة بشكل خاص، وهذا هو سبب الحاجة إلى الاستهداف المباشر للعدوى. يمكن أن يكون للمضادات الحيوية واسعة الطيف آثار جانبية ضارة عندما يتم اتخاذ إجراءاتها أيضًا ضد البكتيريا الضرورية غير المسببة للأمراض الموجودة في الميكروبيوم البشري. يعتبر الهباء الجوي فعالاً في تجاوز الميكروبيوم الموجود في الجهاز الهضمي عن طريق توجيه المضاد الحيوي مباشرة إلى الرئتين. تتم هذه العملية بعد إنتاج المضاد الحيوي نفسه.
أثر ظهور البكتيريا المقاومة للمضادات الحيوية على زرع الأجهزة الطبية. في بعض الحالات، لم يعد كافيًا أن تكون الأجهزة معقمة عند زرعها في الفرد، والآن يجب أن تكون سباقة في مكافحة العدوى البكتيرية. حيث يتم الآن إضافة هذه المضادات الحيوية إلى سطح الأجهزة المزروعة كطبقة إضافية للدفاع ضد خطر العدوى. أحد هذه العدوى هو التهاب العظم والنقي الذي يمكن أن يقدم تحديات فريدة في جهود العلاج، وكان أحد الأساليب الجديدة هو إنشاء مسامير إسمنتية من المضادات الحيوية يمكن إدخالها في العظم المصاب. تم وصفها لأول مرة بواسطة بالي وهيرزنبرج  للأظافر الأسمنتية المضادة للمضادات الحيوية غرضين، كلاهما لتثبيت العظام التي تتم معالجتها، والوقاية من عدوى ما بعد العملية. يتم إدخال مسامير إسمنتية من المضادات الحيوية أثناء الجراحة، ويتم إنتاجها في وقت قريب من الإجراء باستخدام المواد المتوفرة في غرفة العمليات. يتم خلط المضادات الحيوية مع حشوة الأسمنت ثم تشكيلها حول مرساة داعمة، وغالبًا ما يتم استخدام أنابيب الصدر لضمان التشكيل المناسب. تتميز أنابيب الصدر بأنها رخيصة الثمن ومنتشرة في كل مكان وقد ثبت أنها متجانسة في إنتاج مسامير الأسمنت المضاد الحيوي. تملأ المضادات الحيوية الفراغات داخل مصفوفة الأسمنت، وعند التجفيف والتثبيت يمكن إدخالها في العظم. للمضاد الحيوي اتصال مباشر بمنطقة الإصابة ويحتفظ بخصائصه في التعامل مع العدوى. بالإضافة إلى المسامير الأسمنتية، تم استخدام فواصل الأسمنت بالمضادات الحيوية لعلاج ومنع التهاب العظم والنقي ولفترة زمنية أطول. عند إنتاج مادة الأسمنت المضاد الحيوي، من الضروري اختيار المضادات الحيوية التي ستكون فعالة في هذا الشكل الهجين، وقد وجد أن المضادات الحيوية في شكل مسحوق واسعة الطيف هي الأفضل استخدامًا. هناك توصيات بشأن كمية المضادات الحيوية التي يتم استخدامها عند الخلط مع الأسمنت، ولكن لم يتم وضع إرشادات على مستوى الصناعة.

## التحديات
يعد تطوير المضادات الحيوية أمرًا صعبًا، في حين أن العديد من اكتشافات الأدوية كانت نتيجة للجهود المتضافرة والبحث المكثف والتطوير، يبدو أن المضادات الحيوية قد تم اكتشافها عن طريق الصدفة. منذ عام 1987 لم يتم اكتشاف أو تطوير فئة جديدة من المضادات الحيوية. هذا يرجع جزئيًا إلى الطبيعة الصعبة للمضادات الحيوية. نظرًا لأن معظمها يتم إنتاجها بطريقة حيوية، فإنها تتطلب كائنًا حيًا لإنتاجها. من الناحية التاريخية، كان هذا يعني أن الأنواع المختلفة تُزرع وتُلاحظ لأي نشاط مضاد للميكروبات. لا يتطلب هذا فقط بدء الأنواع القابلة للاستزراع، ولكن يجب أن تكون الظروف التي تزرع فيها الأنواع مناسبة لإنتاج المضادات الحيوية بالإضافة إلى وصول عدد المضادات الحيوية المنتجة إلى حد الكثافة بحيث يمكن ملاحظة وظيفتها.
سبب آخر وراء الافتقار إلى إنتاج مضاد حيوي جديد هو تناقص مقدار العائد على الاستثمار في المضادات الحيوية وبالتالي نقص الموارد المخصصة للبحث والتطوير من قبل شركات الأدوية الخاصة. لقد أدركت منظمة الصحة العالمية خطورة البكتيريا المقاومة للمضادات الحيوية ووضعت قائمة بـ «مسببات الأمراض ذات الأولوية» التي تحظى باهتمام بالغ. عند القيام بذلك، نأمل في تحفيز البحث والتطوير الذي يمكن أن يخلق جيلًا جديدًا من المضادات الحيوية. في الولايات المتحدة، تهدف هيئة البحث والتطوير في الطب الحيوي المتقدم (BARDA) إلى دعم عمل الصناعة لإنتاج مضادات حيوية جديدة.
يمكن لتراكم الفوسفات غير العضوي أن يحد من إنتاج التخليق الحيوي لبعض المضادات الحيوية، ووجد الباحثون أنه باستخدام عامل محاصرة غير عضوي للفوسفات، سيتم عزل الفوسفات وسيعود إنتاج المضادات الحيوية إلى المستويات الطبيعية،  مما يسمح باستمرار الإنتاج.
يتم خلط ميروبينيوم مع كربونات الصوديوم بعد الإنتاج قبل حقنه في الجسم، وقد أظهر التحليل اللاحق لهذا المزيج باستخدام الرنين المغناطيسي النووي أنه يتم إنتاج الشكل الثاني من ميروبينيوم. يحتوي هذا الشكل الثاني على ثاني أكسيد كربون إضافي، ويتواجد بجانب الشكل النقي. من أجل ضمان بقاء ميروبينيوم بالشكل الصحيح، تم تطوير عملية من أربع خطوات حيث يتم خلط الشكل الخام مع قاعدة في الماء، ويتم إنشاء درجة حموضة مناسبة، ويتم معالجة المنتج بالألكانولات، ثم يتم معالجة الشكل النقي. معزول.